# Kungkai Baru
Kungkai Baru is een bestuurslaag in het regentschap Seluma van de provincie Bengkulu, Indonesië. Kungkai Baru telt 1462 inwoners (volkstelling 2010).